# Pablo Ziegler
Pablo Ziegler (Buenos Aires, 2 de septiembre de 1944) es un músico, pianista y compositor argentino. Fue pianista del último quinteto de Astor Piazzolla.

## Biografía
Reconocido mundialmente no solo por su trayectoria como pianista, solista o junto a Astor Piazzolla, sino también por la prolífera carrera que continuó a su período con el astro del bandoneón. En 1985 compuso la música de la película Adiós Roberto, y en 1990 fundó el cuarteto Nuevo Tango.
Su álbum, Bajo Cero, ganó en 2005 un Premio Grammy, así como su disco "Jazz Tango", de 2017.
En marzo de 2019 fue declarado Personalidad destacada de la Ciudad Autónoma de Buenos Aires en el ámbito de la cultura por la Legislatura de la Ciudad Autónoma de Buenos Aires.